# Parafia św. Józefa w Sękowej
Parafia św. Józefa w Sękowej − parafia rzymskokatolicka znajdująca się w diecezji rzeszowskiej w dekanacie Gorlice. 
Wieś i parafia została założona na prawie wołoskim przez króla Kazimierza Wielkiego w 1363 roku. Do dziś zachował się zabytkowy drewniany kościół św. Apostołów Filipa i Jakuba zbudowany około 1522. 
Obecny kościół parafialny św. Józefa Oblubieńca NMP został zbudowany w stylu neogotyckim w 1885 r., konsekrowany 12. października 1886 r. przez biskupa przemyskiego Łukasza Soleckiego. Kościół znacznie ucierpiał w czasie I wojny światowej.
Terytorium parafii obejmuje Sękową, Owczary, Siary oraz część Gorlic. Parafia ma dwa kościoły filialne: św. Apostołów Filipa i Jakuba (drewniany, dawny kościół parafialny) w Sękowej oraz Opieki Matki Bożej w Owczarach, współużytkowany z parafią greckokatolicką.

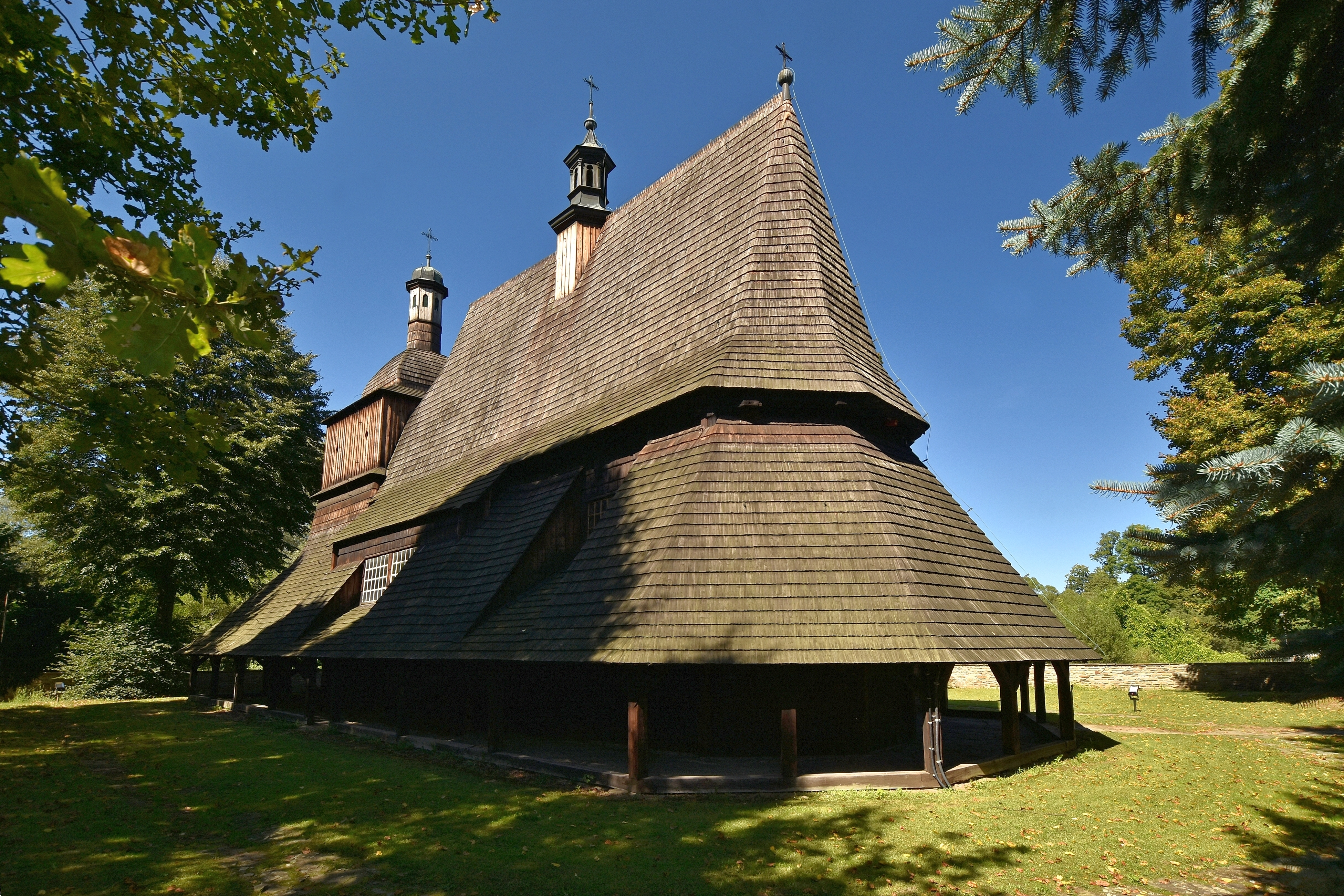
Kościół filialny w Sękowej
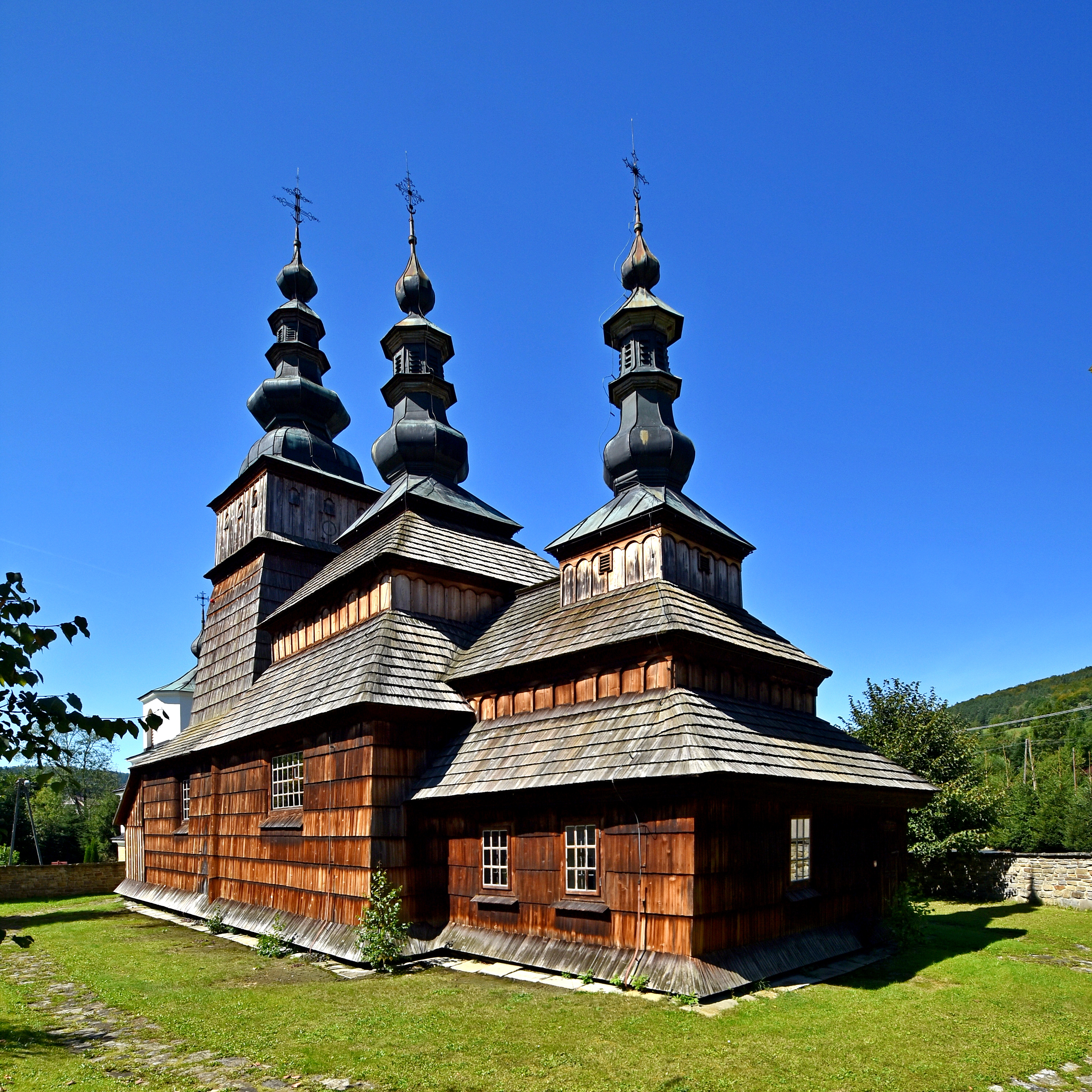
Kościół filialny w Owczarach

## Proboszczowie[3]
- ks. Mikołaj Czaplicki (Czapla) 5.10.1595–1632
- ks. Andrzej Rakowicz 1632–1650
- ks. Adam Goralewicz 1650–1663
- ks. Kazimierz Bielecki 1663–1680
- ks. Marcin Bożek 1680–1703
- ks. Jan Zubrzycki (Zubrycki) 1703–1731
- ks. Andrzej Kłapsiewicz 31.12.1731–11.04.1763
- ks. Józef Szotarski 19.09.1763–10.1765
- ks. Jakub Gąsiorecki 13.09.1765 – 10.1784
- ks. Feliks Skałkowski 1784–1813
- ks. Józef Olszewski 1813–1831
- ks. Łukasz Larymowicz 1830–1832 (administrator)
- ks. Marceli Ołpiński 1832–1833
- ks. Franciszek Prugar 1833–1836 (administrator)
- ks. Jan Maciejowski 1836–1838 (administrator)
- ks. Franciszek Solezy Kwiatkiewicz 1838–1844
- ks. Franciszek Ciąglewicz 1844–1874
- ks. Józef Kocimowski 1874–1875 (administrator)
- ks. Jan Kielar 03.1875–05.1909
- ks. Stanisław Horowicz 05.1909–02.1936
- ks. Jan Wilk 1936–09.1936 (administrator)
- ks. Józef Grądziel 12.11.1936–2.11.1946
- ks. Juliusz Suchy 3.11.1946–01.1967
- ks. Stanisław Dziedzic 14.01.1967–20.08.2005[4]
- ks. Janusz Kurasz 21.08.2005–25.08.2017
- ks. Jacek Piróg od 26.08.2017 – obecnie[5]